# Icy Tower

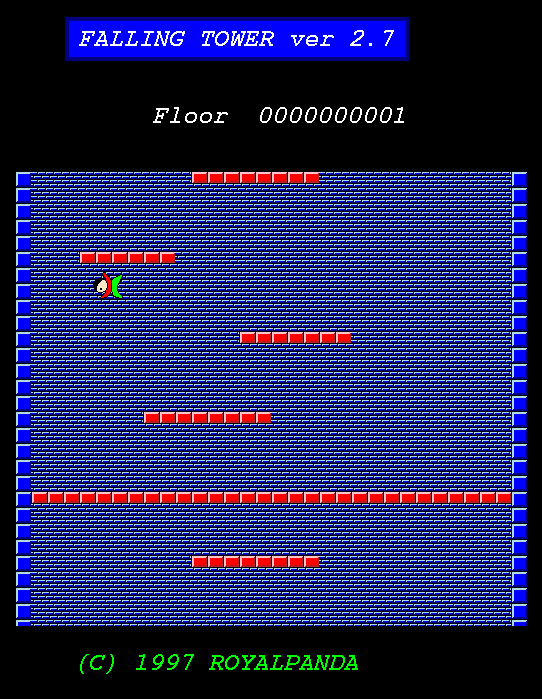
Screenshot von XJump, dem Vorbild von Icy Tower

Icy Tower ist ein Platformer-Computerspiel von Free Lunch Design (FLD). Es ist für Windows als Freeware und für macOS und iOS kostenpflichtig erhältlich. Das Spielprinzip besteht darin, die Hauptfigur Harold the Homeboy durch verschieden hohe Sprünge einen Turm erklimmen zu lassen.

## Spielprinzip
Die Aufgabe des Spielers ist es, die Spielfigur den Turm hinauf zu steuern. Dazu gibt es verschieden breite Ebenen, die angesprungen werden müssen oder wenn möglich übersprungen werden können. Dabei ist es möglich, in einer sogenannten Combo ohne Unterbrechung Sprünge zu erzielen, die jeweils mehrere Ebenen überspringen und so Extrapunkte zu sammeln.
Die Schwierigkeit wird dadurch gesteigert, dass der Bildschirm die Spielfigur einholt, sodass es nicht möglich ist, unendlich lang auf einer Ebene stehen zu bleiben. Die Geschwindigkeit wird in Schritten von 100 bis zur 1000. Stufe immer weiter gesteigert.
Sobald die Spielfigur neben die Ebenen springt und herunterfällt oder der Spielbildschirm Harold einholt, ist die Runde vorbei.

## Rezeption und Verbreitung
Laut Hersteller wurde das Spiel mehr als 20 Millionen Mal heruntergeladen, für Handys umgesetzt, wie auch für soziale Netzwerke wie Facebook und in den VZnet Netzwerken wie studiVZ und schülerVZ.

## Modifikationen
Durch sogenannte Mods (Modifikationen) können die grafische Umgebung sowie Geräusche durch die Nutzergemeinde geändert werden. So existieren beispielsweise Mods, die die Farben der Steine, Hintergründe oder die Hintergrundmusik anpassen.
Außerdem ist es möglich, eigene Spielfiguren in das Spiel zu integrieren.

## Entwicklungsgeschichte
Icy Tower wurde vom schwedischen Free Lunch Design Studio in C und der Allegro-Bibliothek entwickelt. Inspiration war das Open-source-Spiel Xjump.
Es wurde erstmals am 22. Dezember 2001 als Freeware-Spiel für Windows veröffentlicht, später folgten Portierungen auf weitere Systeme.
Mit der Version 1.4 im Jahr 2009 das Spiel spürbar erweitert, während vorherige Updates jeweils nur kleine merkbare oder interne Änderungen boten. So kann der Benutzer zwischen dem Classic Mode und dem Custom Mode wählen. Während ersterer wie gewohnt ein Spiel mit bekannten Einstellungen startet, können im neuen Modus vom Spieler selbst Geschwindigkeit, Breite der Ebenen und die Schwerkraft des Spiels geändert werden. Zudem können eigene Profile angelegt und gespeichert werden.
Im November 2012 wurde eine offizielle Weiterentwicklung von Icy Tower namens Icy Tower 2 veröffentlicht. Diese ist verfügbar für iOS und Android. Auch existieren inoffizielle Icy Tower-Portierungen für den Nintendo DS und die PlayStation Portable.
Mittlerweile hat Free Lunch Design weitere Ableger veröffentlicht, die auf das Original aufgebaut sind (Temple Jump, Jungle Jump).

### Versionsgeschichte
Die nachfolgende Tabelle zeigt die Versionsgeschichte des klassischen Icy Tower Spiels.
| Version | Datum      | Bemerkungen |
| ------- | ---------- | --- |
| 1.0     | 22.12.2001 | Erste Veröffentlichung |
| 1.1     | 11.01.2002 | In Record Files (Binärdateien) werden Spieldaten einer Runde gespeichert. |
| 1.2     | 11.10.2003 | Einführung von Replays, in denen gespielte Runden als Videos gespeichert werden. Dadurch wird verhindert, dass die vorigen Record Files manuell verändert und so betrogen wird. Außerdem können die Spieltasten personalisiert werden.      |
| 1.2.1   | 31.01.2004 | |
| 1.3     | 06.09.2005 | Die Ebenen ab Stufe 1000 werden verkürzt, um das Spiel schwieriger zu gestalten. Außerdem wird der sogenannte Ghost Floor Bug behoben, bei dem der Spieler durch Ebenen hindurch fallen kann.                                               |
| 1.3.1   | 29.10.2005 | |
| ITM     | 06.10.2008 | Erste mobile Portierung |
| 1.4     | 03.06.2009 | Spielprofile werden eingeführt. Außerdem wird der Slowdown Bug behoben, der bei schwächeren Computern das Spiel langsamer ablaufen lässt. Viele Spieler nutzten das aus, um die Figur besser steuern und so mehr Punkte erzielen zu können. |
| ITFB    | 24.09.2009 | Erste Portierung für Facebook |
| ITiP    | 12.11.2010 | Erste Portierung für iOS |
| 1.5     | 31.01.2011 | |
| 1.5.1   | 07.12.2011 | |